# Jørstad elvsabotaget

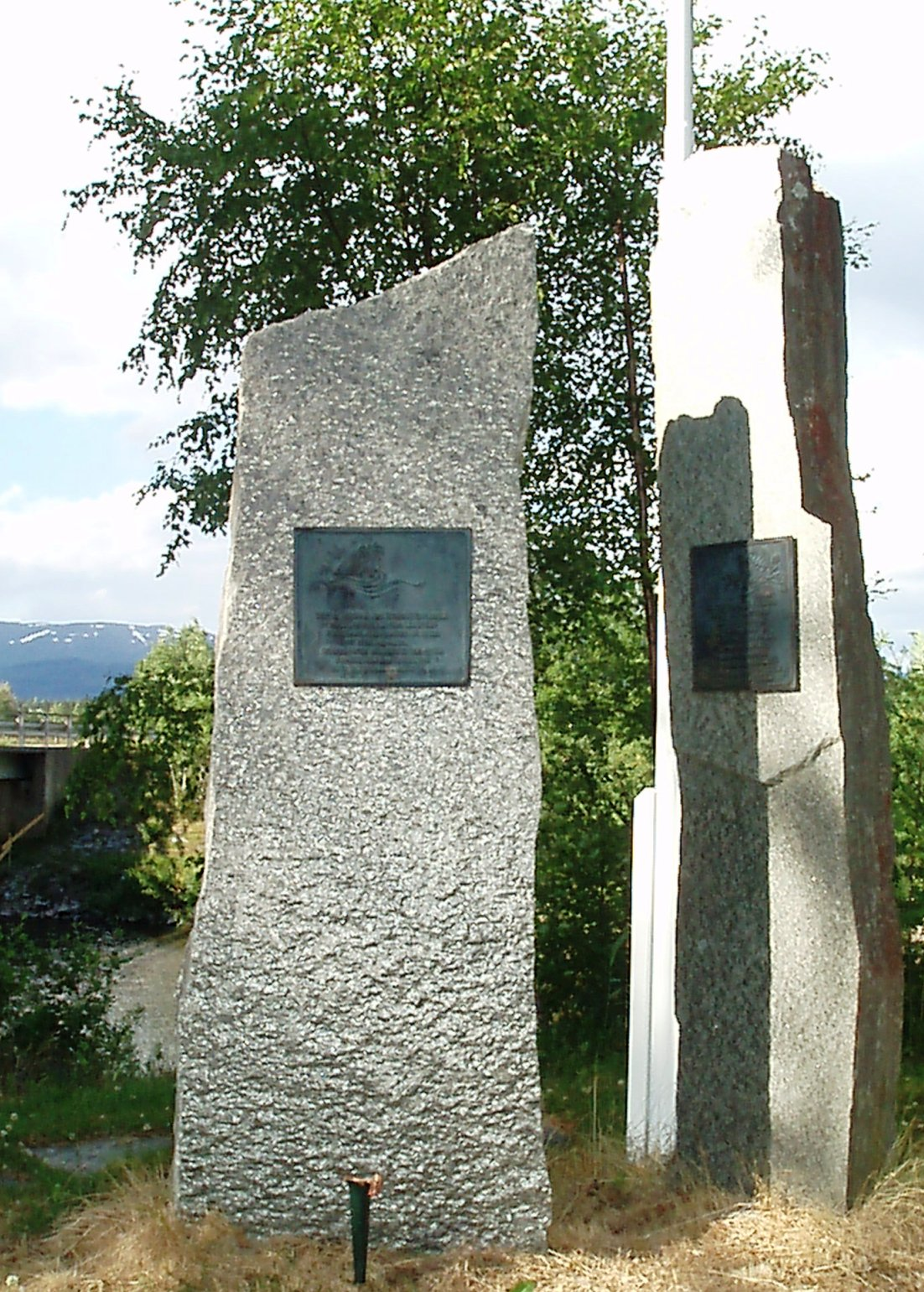
Minnesstenar resta 1995 vid Jørstadelva

Jørstad elvsabotaget var en tågolycka/sabotageaktion som inträffade 13 januari 1945 vid Jørstad i Snåsa kommun i Norge.
En gerillaoperation från Kompani Linge vid namn Operasjon Woodlark hade som uppgift att spränga en järnvägsbro för att förhindra tyskarna att transportera trupper på land, och därefter vara tvungna att använda sig av sjötransport. På grund av problem vid det först tänkta målet valdes järnvägsbron på Nordlandsbanen vid Jørstadelva. 6 timmar efter sprängningen av bron kom ett tåg, vars förare inte fått rapport om sabotaget, och körde ut i älven.
Olyckan var den sista av tolv järnvägsolyckor/sabotage i Norge under andra världskriget, och  är den tågolycka i Norge som krävt flest människoliv. 78 tyska soldater och 2 norska järnvägsanställda omkom, och cirka 100 personer skadades. I uppröjningsarbetet omkom ytterligare en norrman. Ca 50 hästar som befann sig på tåget fick avlivas.